# Karl Theodor von Hallberg
Karl Theodor Freiherr von Hallberg (* 21. Januar 1752 in Mannheim; † 20. September 1840 in München) war ein bayerischer Generalleutnant.

## Leben
Karl Theodor von Hallberg war ein Sohn des kurpfälzischen Offiziers Philipp Freiherr von Hallberg und seiner Frau Marie Gertrud, geb. Freiin Scherer von Hohenkreuzberg. Er trat nach dem Besuch des Gymnasiums 1769 als Unterleutnant in bayerische Militärdienste, avancierte 1783 zum Oberleutnant, 1785 zum Hauptmann, 1788 zum Major, 1792 zum Oberstleutnant und 1798 zum Oberst und Kommandeur eines Artillerie-Regiments. Am 6. Oktober 1804 wurde er Generalmajor und Brigadier der Artillerie, am 19. März 1815 Generalleutnant bei der Artillerie. Durch Armeebefehl vom 29. November 1838 wurde er „in Anerkennung seiner wirklich 70jährigen guten Dienste“ unter Belassung der Bezüge und der Erlaubnis zum Tragen der bisherigen Uniform  in den Ruhestand versetzt.

## Auszeichnungen
- Ehrenkreuz des Ludwigsordens (1828)
- Großkreuz des Verdienstordens der Bayerischen Krone (1833)